# The Rowan Brothers
The Rowan Brothers sind ein Folk Rock orientiertes Vokal-Duo, das in San Francisco beheimatet ist. Chris und Lorin Rowan arbeiten oft mit ihrem älteren Bruder, dem bekannten Bluegrass-Musiker Peter Rowan zusammen.

## Geschichte

### The Rowan Brothers
Die Brüder Lorin und Chris Rowan stammen ursprünglich aus Boston, Massachusetts. Musikalisch anfangs durch die Rock-’n’-Roll-Ära geprägt und dann durch Beatles und Bob Dylan beeinflusst, begannen sie zunächst als Rock- und Pop-Musiker. Häufig wurden sie mit den Everly Brothers verglichen, nicht zuletzt wegen ihres guten Aussehens.
Ihr älterer Bruder Peter hatte sich zu dieser Zeit bereits zu einem der bekanntesten Bluegrass-Musiker der USA entwickelt. Dessen Weggefährte, der ebenfalls sehr bekannte Mandolinenspieler David Grisman holte die Rowan Brothers nach San Francisco und produzierte mit ihnen das Album The Rowan Brothers.
Über ihren Bruder und über Chrisman fanden Lorin und Chris schnell Anschluss an die kalifornische Folk-Rock-Szene. Ein erster Höhepunkt war ihre Teilnahme 1971 am letzten Konzert des Fillmore West, wo sie als Vorgruppe der Grateful Dead auftraten.

### The Rowans
Nachdem ihr Produzent David Chrisman die Plattenfirma verlassen hatte, geriet ihre Karriere zunächst ins Stocken. Gemeinsam mit ihrem berühmten Bruder Peter Rowan wurden daraufhin in den folgenden Jahren unter dem Namen The Rowans drei Alben eingespielt. Beeinflusst durch Peter entfernten sich Chris und Lorin etwas von ihrem melodiösen Folk-Rock und näherten sich einem progressiven Bluegrass an. Öffentliche Auftritte wurden oft ohne Peter Rowan bestritten.
Alle drei Brüder schrieben einen großen Teil ihrer Songs selbst. Viele ihrer Stücke wurden von anderen Interpreten übernommen. Bei ihren Studioaufnahmen wurden sie von den besten Leuten der kalifornischen Folk-Rock und Bluegrass-Szene unterstützt, darunter Jerry Garcia und David Chrisman.
Neben ihrem Wirken als Duo oder Trio waren sie an verschiedenen anderen Projekten beteiligt. Lorin veröffentlichte mehrere Solo-Alben. 1994 fanden sich die drei Brüder noch einmal zusammen und spielten als Peter Rowan and The Rowan Brothers das Bluegrass-Album Tree on a Hill ein. 2005 erschien die musikalisch breit gefächerte Doppel-CD Now and Then, die neben aktuellen Songs auch unveröffentlichtes Material und Livemitschnitte enthält.

## Diskografie

### Alben
- 1972: The Rowan Brothers (als The Rowan Brothers)
- 1975: The Rowans (als The Rowans)
- 1976: Sibling Rivalry (als The Rowans)
- 1977: Jubilation (als The Rowans)
- 1994: Tree on a Hill (als Peter Rowan and the Rowan Brothers)
- 2003: Crazy People (als The Rowan Brothers)
- 2005: Now & Then (als The Rowan Brothers)